# Madame et sa fille
Pour les articles homonymes, voir Phenom (homonymie).
Madame et sa fille (Phenom) est une sitcom américaine en vingt-deux épisodes de 22 minutes créée par Dick Blasucci, Marc Flanagan et Sam Simon, et diffusée entre le 14 septembre 1993 et le 10 mai 1994 sur le réseau ABC.
En France, la série a été diffusée du 6 mars au 4 avril 1995 sur M6. Elle reste inédite dans les autres pays francophones.

## Distribution

### Acteurs principaux
- Angela Goethals : Angela Doolan
- Judith Light (VF : Monique Thierry) : Dianne Doolan
- Ashley Johnson : Mary Margaret Doolan
- Todd Louiso (en) : Brian Doolan
- William Devane : Lou della Rosa
- Jennifer Lien : Roanne

### Acteurs récurrents
- Sara Rue : Monica
- Randy Josselyn (en) : Jesse
- Beverley Mitchell : Clara
- Marianne Muellerleile : Sœur Felicia
- Debra Jo Rupp : Sœur Mary Incarnata
- John Christian Graas : Tony Lenchenko

 Source et légende : version française (VF) sur RS Doublage

## Épisodes
1. Pilot
2. Angela's First Kiss
3. Secrets
4. Angela Gets Crushed
5. Daddy's Home
6. Game Face
7. Angela's Wild Ride
8. Answered Prayers
9. Crazy for You
10. There's No Place Like Home
11. A Lou-Daughter Picnic
12. A Very Doolan Christmas
13. Brian and the Tennis Star
14. My Little Tony
15. Men are Dogs
16. Spring Break-Out
17. What's in a Vow?
18. Dianne's Young Buck
19. Angela's Fifteen Minutes
20. It's a Wonderful Mid-Life Crisis
21. Just a Family of Doolans Sittin' Around Talkin'
22. Strictly Lunchroom